# Estação Plamondon
A Estação Plamondon é uma das estações do Metrô de Montreal, situada em Montreal, entre a Estação Namur e a Estação Côte-Sainte-Catherine. Faz parte da Linha Laranja.
Foi inaugurada em 29 de junho de 1982. Localiza-se no cruzamento da Avenida Plamondon com a Avenida Victoria. Atende o distrito de Côte-des-Neiges–Notre-Dame-de-Grâce.